# Lanterna di Fresnel

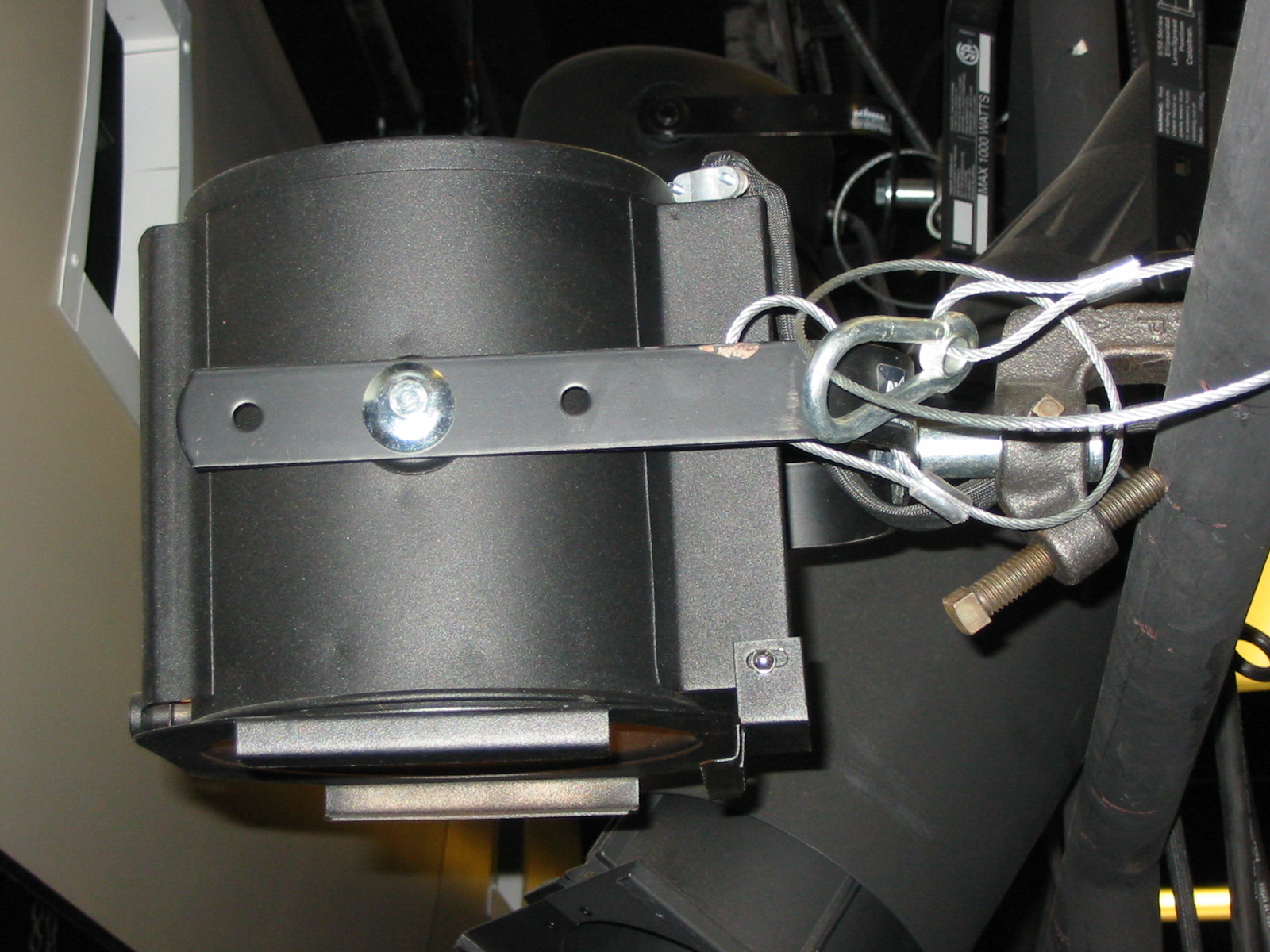
Vista laterale di una lanterna di Fresnel

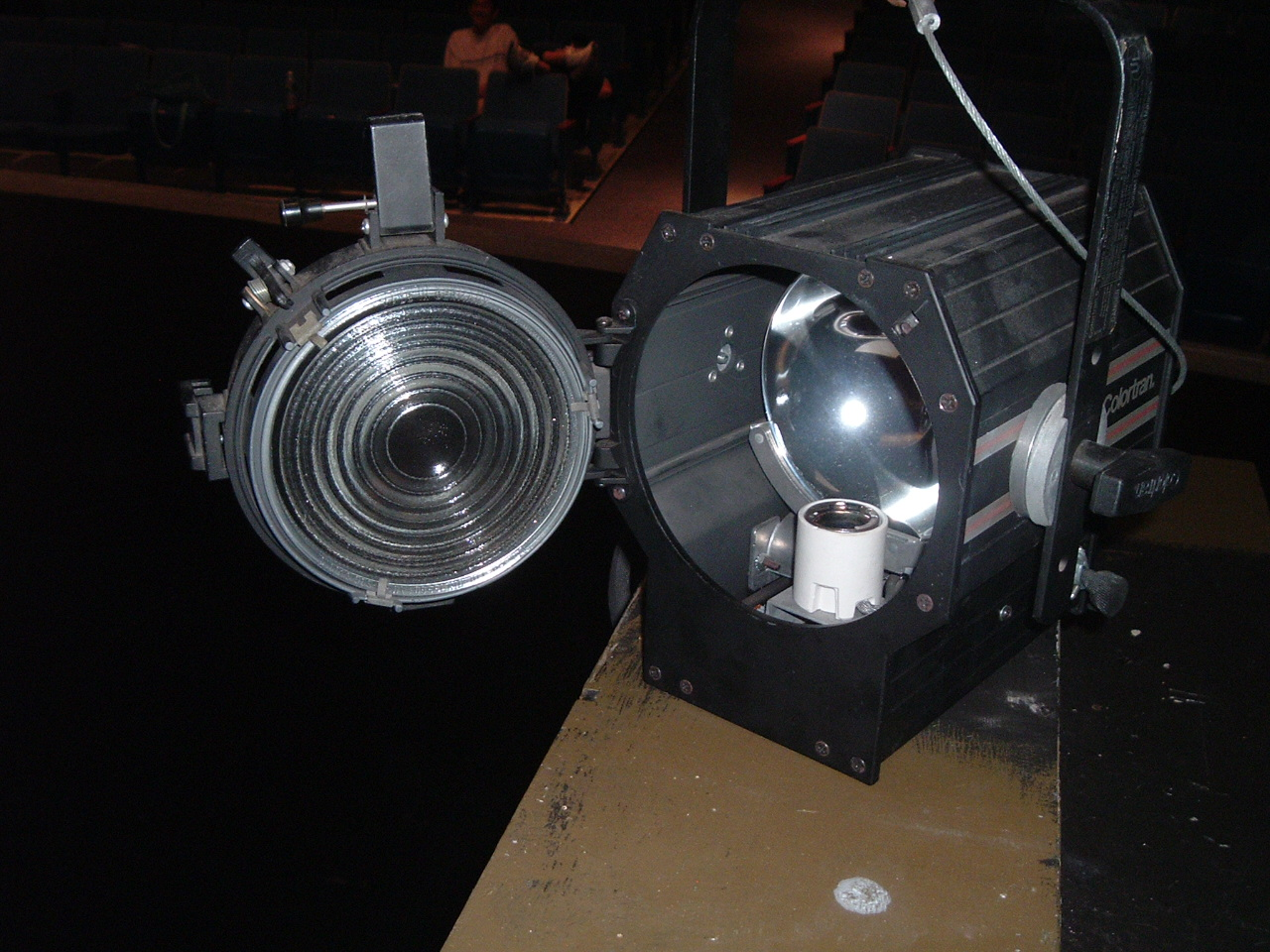
Una lanterna di Fresnel con l'obiettivo aperto per mostrare le creste. Non c'è lampada nello strumento.

1: Sezione di una lente di Fresnel
2: sezione di una lente convenzionale piano convessa di potenza equivalente

Una lanterna di Fresnel è un normale proiettore di luce, usato in teatro o in uno studio cinematografico o televisivo, che impiega una lente di Fresnel per indirizzare la luce su una determinata porzione di palcoscenico (attore o volto dello stesso in primo piano) o sulla scena da riprendere. La lente produce un più ampio fascio di luce, a bordi morbidi, usato comunemente come luce posteriore o luce dall'alto.
Il particolare tipo di lente, che ha preso il nome da Augustin-Jean Fresnel, ha un aspetto a gradini invece che liscio come le altre tipologie di lenti. Questo permette alla lente di avere una curvatura molto maggiore rispetto a quanto sarebbe possibile. La lente focalizza la luce inclinando ciascun anello di vetro leggermente più verso il centro visto che la distanza aumenta dal centro della lente. Se il vetro fosse completamente piatto, questo causerebbe dei cerchi di luce, ed è per questo che le lenti di Fresnel sono di solito puntinate sul lato piatto. Queste piccole protuberanze aiutano a rompere la luce che passa attraverso l'obiettivo e conferisce ad essa una caratteristica morbidezza. Ciò significa che il fascio di luce è costante nella sua diffusione invece di essere meno intenso ai bordi, come in un riflettore ellissoidale. Il disegno della lente provoca minor accumulo di calore di una lente piano-convessa dello stesso angolo.

## Costruzione
I proiettori di Fresnel vengono realizzati normalmente di 8, 6 o 3 pollici, con riferimento al diametro della lente, e con una potenza da 150 W (tipica di quelli da 3 pollici) a 2000 W (per quelli da 8 pollici). Le lenti di Fresnel possono operare in prossimità della sorgente luminosa e sono molto economiche da produrre, così le lanterne tendono ad essere piccole ed economiche.
Nella luce per la ripresa cinematografica, vengono prodotte una più ampia gamma di lenti di diverse dimensioni. Esse variano dai 2 ai 24 pollici per potenze che vanno da 200 a 20.000 W.
La lanterna di Fresnel utilizza un riflettore sferico per riflettere la luce di una lampada a filamento indirizzata nel punto focale del riflettore. Il riflettore raddoppia la potenza luminosa del proiettore, in quanto tutta la luce emessa all'indietro nel riflettore viene riflessa. Come la maggior parte degli apparecchi di illuminazione, la lampada e il riflettore non possono muoversi indipendentemente, e rimangono un'unità fissa all'interno dell'alloggiamento. È questa unità che viene spostata, avanti e indietro, all'interno del proiettore per focalizzare la luce. Ciò viene fatto da un cursore sul fondo della lanterna, o da una slitta senza fine con una manovella posta nella parte posteriore dell'unità. Le lampade sono quasi sempre montate verso l'alto in piedi. Montando queste lampade a testa in giù si riduce in modo significativo la durata della lampada.
Le lampade di Fresnel non sono molto efficienti. Il riflettore non può essere più grande del diaframma, e quindi tutta la luce irradiata che non viene né reindirizzata in avanti né emessa direttamente attraverso la lente, viene assorbita dalla carcassa sotto forma di calore.
Il grado di messa a fuoco è limitato dalla lunghezza del proiettore. Per ridurre la larghezza del fascio luminoso, la lampada e il riflettore vengono spostati più indietro rispetto alla lente (messa a fuoco spot). Tuttavia, più indietro viene posta la lampadina, più luce viene sprecata.

## Uso

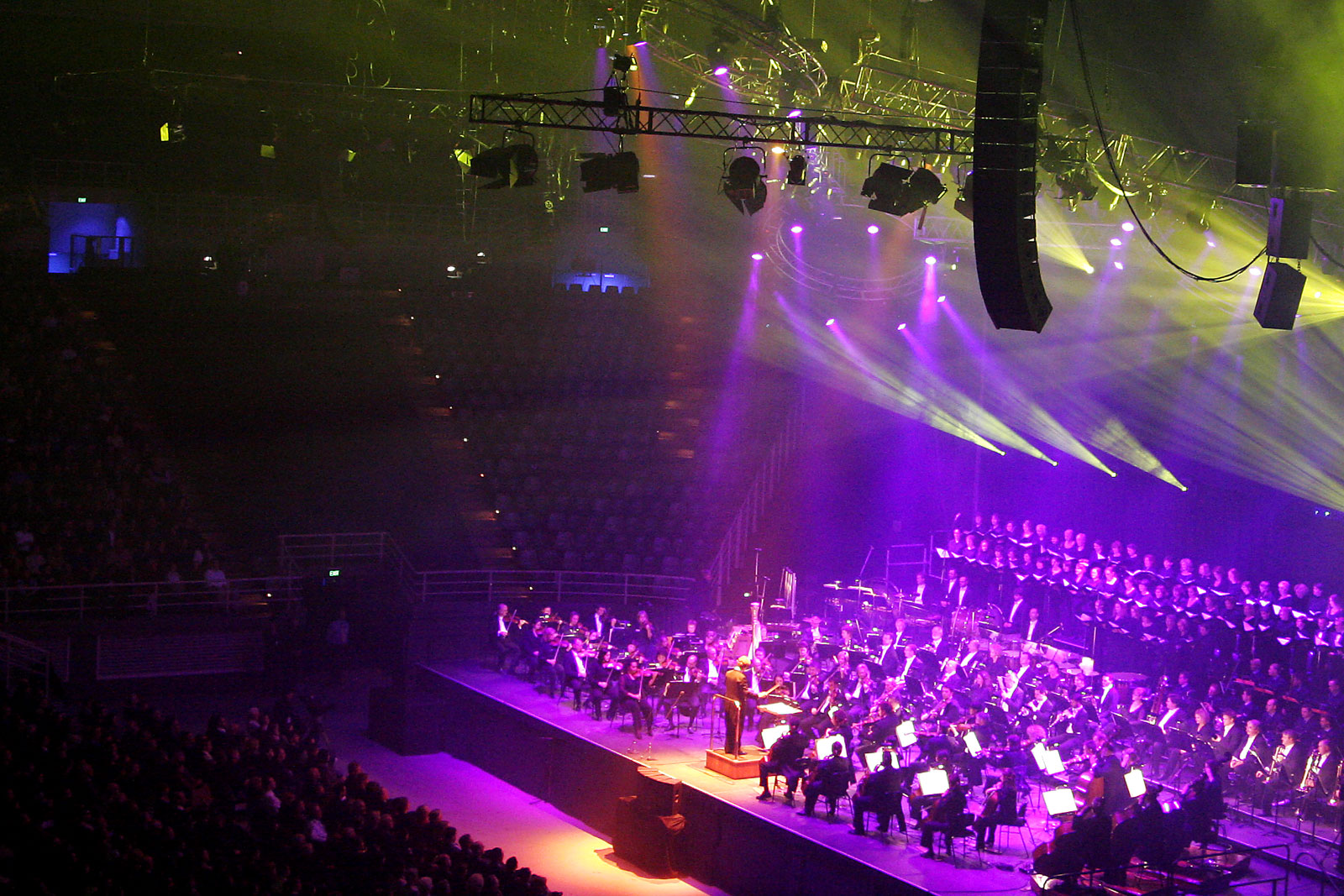
I proiettori con lenti di Fresnel, usati nei concerti di musica classica, possono essere visti stagliati contro il palcoscenico.

Nel mondo del teatro e della danza, i proiettori Fresnel sono più spesso utilizzati per l'illuminazione superiore o posteriore, a distanze medie. In piccoli locali essi sono a volte utilizzati per luce frontale, anche se la relativa mancanza di controllo rispetto ad un riflettore ellissoidale costituisce un grande svantaggio. Il fascio caratteristico dolce di un fresnel può rendersi molto utile in determinate situazioni.
Visto che la dimensione del fuoco può modificare la dimensione del fascio luminoso, la dispersione della luce che la lente di Fresnel emette, richiede un sistema per controllare la sua forma. Poiché non è possibile utilizzare delle persiane interne, come quelle presenti in un riflettore ellissoidale, sono spesso dotati di alette per controllare la fuoriuscita e sagomare il fascio di luce. Sono delle bandelle di grandi dimensioni che possono essere montate poco oltre la fessura per l'inserimento delle lastre colorate sulla parte anteriore della lanterna.